# Victoriero
José Antonio Pérez Bacallado (San Cristóbal de La Laguna, España, 27 de septiembre de 1939 - Las Palmas de Gran Canaria, España, 12 de junio de 1981) conocido como Victoriero, fue un futbolista español que se desempeñaba como defensa. Falleció tras un fuerte encontronazo mientras practicaba fútbol sala como aficionado.

## Clubes
| Club              | País   | Año       |
| ----------------- | ------ | --------- |
| Cádiz C. F.       | España | 1961-1963 |
| Levante U. D.     | España | 1963-1966 |
| R. C. D. Mallorca | España | 1966-1971 |